# Taphozous troughtoni
Taphozous troughtoni és una espècie de ratpenat de la família dels embal·lonúrids que es troba a Austràlia.